# Faci de Cremona
Faci de Cremona (Verona, Vèneto, 1200 - Cremona, Llombardia, 18 de gener de 1272) fou un orfebre italià, fundador de diversos hospitals i de la Confraria de l'Esperit Sant, a Cremona. És venerat com a beat per l'Església catòlica.

## Biografia
Faci havia nascut en una família molt religiosa en 1200. De jove, fou confiat a un mestre orfebre que li ensenyà la professió. Per la qualitat dels seus treballs i el seu bon tarannà, va adquirir fama amb només 26 anys. Altres col·legues seus, envejosos per la seva fama, van començar a assetjar-lo i Faci marxà a Cremona. Va tornar a Verona passat un temps, per reconciliar-se amb els seus enemics, però aquests van aconseguir que l'empresonessin, acusant-lo injustament.
Fou alliberat a instància dels cremonencs, que el consideraven ja com un conciutadà, i tornà a viure a Cremona, on continuà exercint la seva feina. A més, feia apostolat, ajudant als necessitats de la ciutat i als malalts de l'hospital. Amb aquest objectiu fundà una confraria laica, el Consorci de l'Esperit Sant, i obrí a casa seva una llar d'acollida, que amb el temps esdevindrà l'hospital major de la ciutat.
El bisbe de Cremona el va elegir visitador general dels monestirs de la diòcesi, fet excepcional, ja que el càrrec sempre era atorgat a un eclesiàstic. Va desenvolupar aquesta tasca fins a la seva mort. El 1240, Faci fundà un altre hospital a Soncino, al costat de l'església de l'Esperit Sant, avui de Sant Antoni Abat.
Va morir en llaor de santedat el 18 de gener de 1272.

## Veneració
Al necrologi de la catedral de Cremona esmenta el frater Facius ("germà Faci"), amb una relació de la seva mort. Poc després, un prevere anomenat Giovanni va escriure'n una vida en llatí, afegint miracles que se li atribuïen. Pius IX en confirmà el culte tradicional en 1873. És sebollit a la cripta de la catedral de Cremona.